# Молчаливое большинство

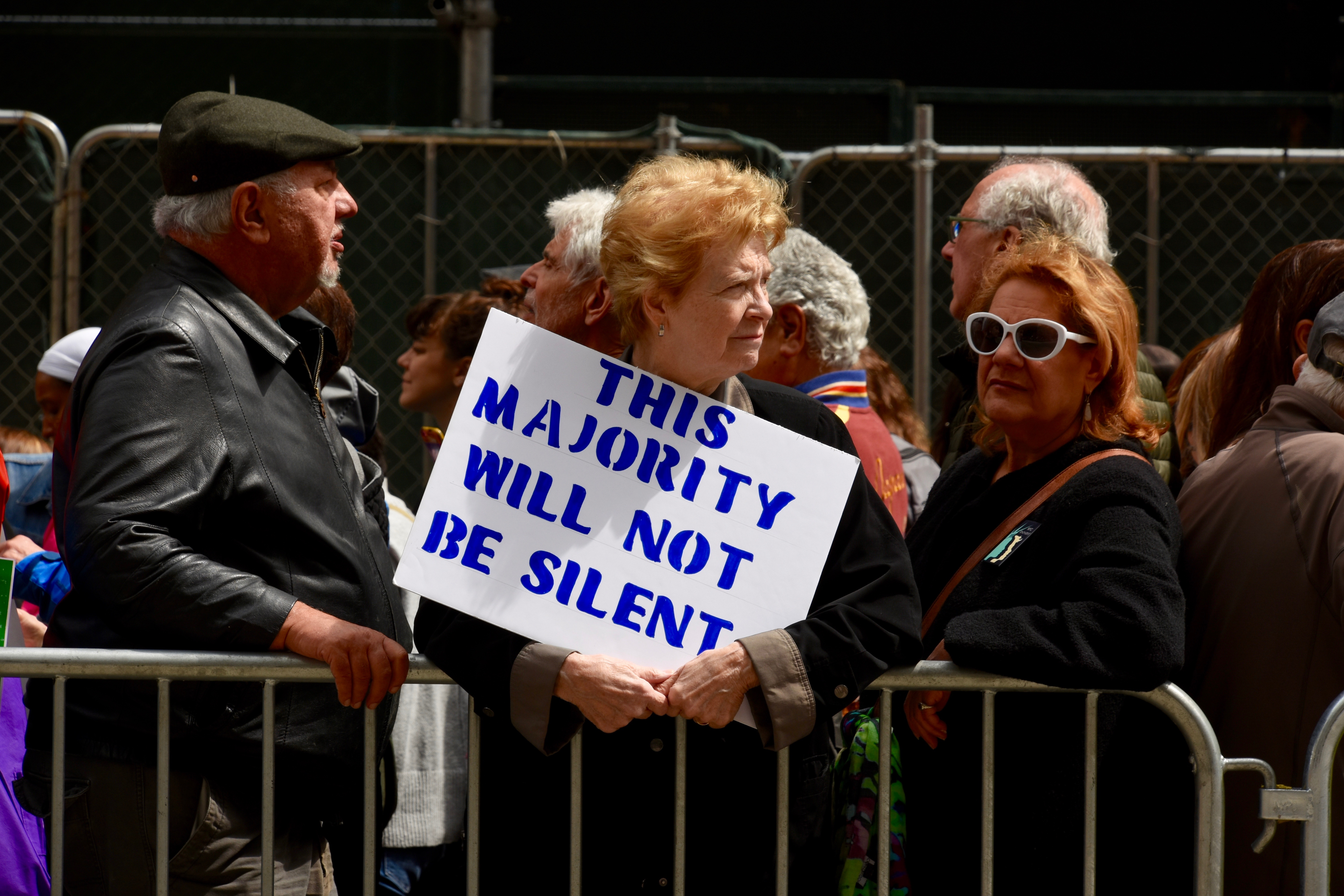
Участница демонстрации Tax Day March в Нью-Йорке, 16 апреля 2017 года

Молчали́вое большинство́ (англ. silent majority) — масса людей, которые не выражают своё мнение публично и, как правило, не участвуют в общественной и политической жизни. По Ж. Бодрийяру, молчаливое большинство характеризуется общей пассивностью, инертностью и склонностью к конформизму.
Термин был популяризирован в США в конце 1960-х годов — в частности, после обращения президента Ричарда Никсона к нации по поводу войны во Вьетнаме. В своей речи Никсон противопоставил «огромное молчаливое большинство Америки» (англ. the great silent majority of my fellow Americans) «громкоголосому меньшинству» (vocal minority), которое активно протестовало против продолжения военных действий и требовало немедленного вывода войск из Вьетнама. Под «молчаливым большинством» Никсон подразумевал средний класс, миллионы патриотично настроенных американцев, живущих вдали от политического центра и не получающих должную репрезентацию в СМИ. 

## В политике
«Молчаливое большинство» стало политическим клише и широко используется в медиа и в публичных выступлениях политиков и общественных деятелей. Эту фигуру речи, как правило, используют приверженцы популизма, приравнивая «молчаливое большинство» к «народу» в целом и желая выступать от его имени. Популисты основывают свою риторику на идее гомогенности общества, на солидарности убеждений его «молчаливых» представителей.

### Соединённые Штаты Америки
Первые упоминания американского «молчаливого большинства» звучали задолго до обращения Ричарда Никсона к нации в 1969 году.

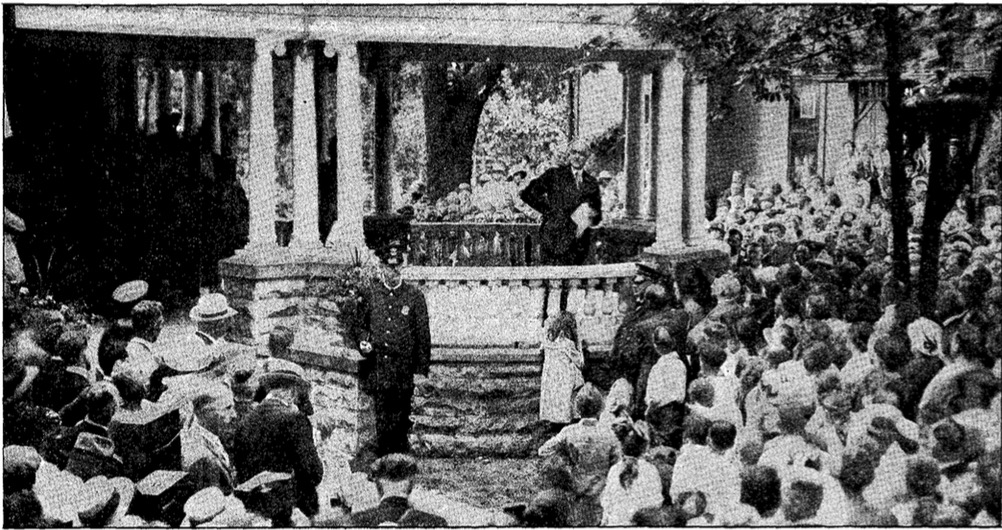
Уоррен Гардинг принимает номинацию от Республиканской партии на крыльце своего дома в Мерионе, Огайо, 20 июля 1920 года

Уоррен Гардинг, 29-й Президент США, использовал эту фигуру речи в рамках своей президентской кампании в 1920 году. Номинант от Республиканской партии делал ставку на «возвращение к нормальности» — к состоянию страны до начала Первой мировой войны. Претендуя на выражение интересов большинства американцев, Гардинг, однако, не выезжал на встречи с избирателями и предпочёл тактику «кампании с парадного крыльца»: избиратели сами приезжали к нему в Мерион, штат Огайо, чтобы услышать его выступления и задать вопросы. По итогам президентского голосования Гардинг набрал 404 голоса коллегии выборщиков (60,2 % голосов избирателей) и стал первым президентом США, занявшим Белый дом в должности действующего сенатора.
Термин «молчаливое большинство» использовался и в рамках кампании Калвина Кулиджа, 30-го Президента США. Продвижением кандидата занимался Брюс Бартон, сторонник Республиканской партии. Он тщательно прорабатывал положительный образ Кулиджа в прессе, расставляя акценты на его неутомимом трудолюбии и протестантских ценностях. По замыслу Бартона, Кулидж мог стать олицетворением «белой» сельской Америки. В своей статье «О Калвине Кулидже» в еженедельном журнале Collier’s Бартон писал:

Великое множество американцев — ни радикалы, ни реакционеры. Эти люди — не левые и не правые; они живут в своих домах, много работают, и очень хотят, чтобы государство вернулось к старому доброму правилу: как можно реже вмешиваться в жизни своих граждан. Иногда кажется, что у огромного молчаливого большинства так и нет своего представителя.
Но Кулидж — с ними. Он живёт, как они, работает, как они, и хорошо их понимает.
Оригинальный текст (англ.)The great majority of Americans are neither radicals nor reactionaries. They are middle-of-the-road folks who own their own homes and work hard, and would like to have the government get back to its old habits of meddling with their lives as little as possible. It sometimes seems as if this great silent majority had no spokesman.

But Coolidge belongs with that crowd: he lives like them, he works like them, and understands.

Джон Ф. Кеннеди упоминал «молчаливое большинство» в своей книге «Профили мужества», за которую в 1957 году получил Пулитцеровскую премию. Описывая портреты американских политических лидеров, Кеннеди противопоставлял «молчаливое большинство» Америки и «громогласное меньшинство». Ричард Никсон получил подписанную книгу из рук Кеннеди в январе 1956 года.
Клише «молчаливое большинство» было созвучно с риторикой Никсона. Старший советник президента Патрик Бьюкенен вспоминал, как в 1968 году готовилась речь Никсона по итогам Национального конвента Демократической партии, который закончился жестоким разгоном протестующих. В служебной записке Бьюкенен писал Никсону: «Я бы использовал протестующих, самых худших из них… как подтверждение Ваших аргументов. Я бы вновь сослался на молчаливое большинство, на тихих американцев, чьё дело — правое. Они заслуживают быть услышанными». Никсон вернул записку, в которой выражения «молчаливое большинство» и «тихих американцев» были подчёркнуты.
В октябре 1969 года в США прошла массовая демонстрация против войны во Вьетнаме: по всей стране на улицы вышли около двух миллионов человек. Протестующие выступали против затянувшейся войны и требовали немедленного возвращения солдат домой. Предвыборные обещания президента Никсона по поводу «секретного плана» по скорейшему завершению войны не оправдались.
3 ноября 1969 года Никсон выступил с обращением к нации. Президент объявил о новой концепции американской политики во Вьетнаме — так называемой доктрине «вьетнамизации». Никсон утверждал, что достижение «почётного мира» (англ. peace with honor) невозможно через немедленное выведение войск; американский контингент будет сокращён, но военные действия не прекратятся. Вспоминая массовые протесты, Никсон подчеркнул, что протестующие находятся в меньшинстве — в то время как «огромное молчаливое большинство Америки» солидарно с действующей администрацией и по-иному смотрит на войну во Вьетнаме.

В течение почти 200 лет политика нашего государства осуществлялась, в соответствии с нашей Конституцией, избранными всем народом лидерами в Конгрессе и в Белом доме. Если громогласное меньшинство, при всей его пылкости в отстаивании своей позиции, одержит верх над разумом и волей большинства, будущего у нашего государства как свободного общества не будет. /…/
И поэтому сегодня вечером я прошу вас, огромное молчаливое большинство Америки, оказать мне поддержку.
Оригинальный текст (англ.)For almost 200 years, the policy of this Nation has been made under our Constitution by those leaders in the Congress and the White House elected by all of the people. If a vocal minority, however fervent its cause, prevails over reason and the will of the majority, this Nation has no future as a free society. /.../

And so tonight — to you, the great silent majority of my fellow Americans — I ask for your support.

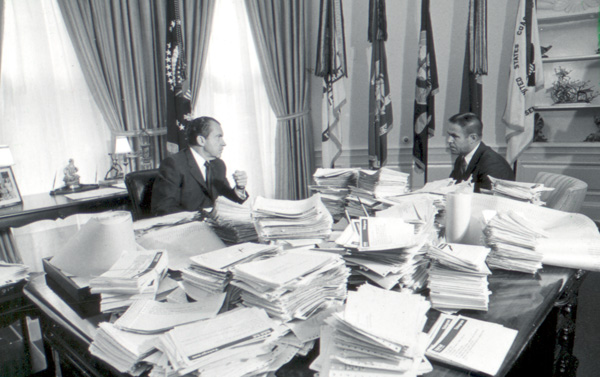
Президент Никсон и начальник штаба Г. Р. Холдеман в окружении писем на следующий день после обращения Никсона к нации, 1969 год

Американское общество бурно отреагировало на выступление Никсона. На следующий день после обращения к нации в Белый дом поступили десятки тысяч писем со словами одобрения. Согласно результатам опроса Института Гэллапа, 77 % американцев поддержали курс Никсона во Вьетнаме; 75 % опрошенных были уверены, что «молчаливое большинство» — это те, кто считают, что протестующие зашли слишком далеко. 5 ноября 1969 года в New York Times появилась официальная интерпретация термина «молчаливое большинство»: «широкий и, как правило, не выступающий публично срез американского общества, который до вчерашней ночи не высказывал своё мнение о войне» (англ. large and normally undemonstrative cross section of the country that until last night refrained from articulating its opinions on the war). Никсон говорил о белых трудолюбивых американцах, жителях сёл и небольших городов, о которых, как правило, не пишут в прессе.
15 ноября 1969 года 500 000 протестующих против войны во Вьетнаме вышли к монументу Вашингтону. Никсон сообщил журналистам, что никакой акции протеста не заметил — во время митинга он смотрел футбол. По словам историка Джерарда де Грута, после положительной общественной реакции на речь о «молчаливом большинстве» Никсон был уверен, что это большинство американцев — на его стороне, а не на стороне протестующих.
Выражение «молчаливое большинство» вскоре стало универсально применимым для двух сторон. Протестующие, в свою очередь, также использовали это клише в своей риторике. Их интерпретация была противоположна интерпретации Никсона: протестующие называли «большинством без голоса» себя, а не американцев, поддерживающих новую военную доктрину.
Линия «молчаливого большинства» нашла своё продолжение и в последующих президентских выборах. В 1970 году, за два года до переизбрания Никсона, начальник штаба Гарри Роббинс Холдеман стал инициатором плана по мобилизации «молчаливого большинства» по всей стране. В рамках этого плана во всех 50 штатах были открыты отделения корпорации «Silent Majority Inc.». В задачи корпорации входила организация прогосударственных митингов и демонстраций.
Одно риторическое выражение Никсона обозначило новую популистскую категорию. Эта категория продолжает влиять на то, как два противоборствующих политических лагеря обращаются к своим сторонникам и борются за расширение своего влияния. По словам историка Рика Перлштайна, понятие «молчаливого большинства» — это квинтэссенция политической философии самого Никсона: «это идея, что существуют два типа американцев; есть обычные ребята, принадлежащие среднему классу и живущие в домах за белым заборчиком, которые играют по правилам, платят налоги и не протестуют… А есть левые». Ещё короче «молчаливое большинство» описал автор Ричард Скэммон: «немолодые, небедные и нечёрные» (англ. unyoung, unpoor and unblack).

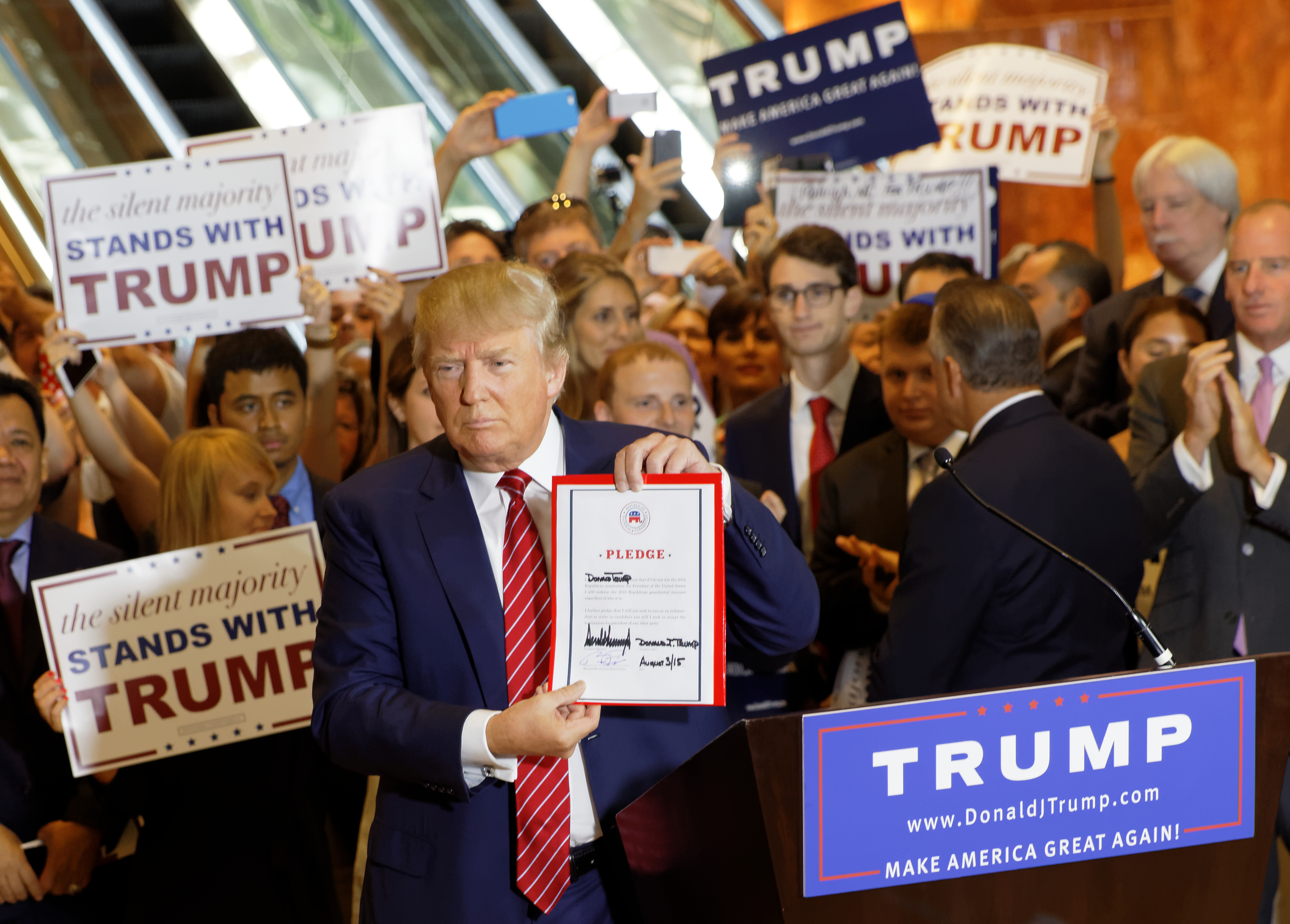
Дональд Трамп и его сторонники с постерами «Молчаливое большинство — за Трампа», 3 сентября 2015 года

«Молчаливое большинство» вернулось в политический дискурс и в американские медиа в рамках президентских выборов 2016 года. Номинант от Республиканской партии Дональд Трамп часто использовал это клише как в предвыборных речах, так и в своих постах в Твиттере. Трамп регулярно подчёркивал, что «молчаливое большинство» Америки чувствует себя покинутым, забытым и оскорблённым, а также то, что «молчаливое большинство» возвращается в политику, и он готов быть его законным представителем Характерный твит Трампа, содержащий отсылку к «молчаливому большинству» (от 19 августа 2015 года):

Жду завтрашнюю поездку в Нью-Гэмпшир.
Молчаливое большинство возвращает себе нашу страну.
Мы СДЕЛАЕМ АМЕРИКУ ВЕЛИКОЙ СНОВА!
Оригинальный текст (англ.)I am looking forward to being in New Hampshire tomorrow. 

The silent majority is taking our country back.

We will MAKE AMERICA GREAT AGAIN!

По результатам исследования Института Гувера, в сентябре 2015 года более трети сторонников Трампа были старше 65 лет — а значит, они ещё могли помнить речь Никсона о «молчаливом большинстве» и её последствия.
Как и в случае переизбрания Ричарда Никсона в 1972 году, популизм Трампа и регулярная апелляция к «молчаливому большинству» сыграли роль в его победе. По итогам выборов многие журналисты также писали о фатальной роли политической корректности. Невозможность выражения правых взглядов в либеральном обществе сделала победу Трампа неожиданной для большинства демократов. Колумнист Мэри Уитэйкер утверждала, что невидимость сельской республиканской Америки и стигматизация сторонников Трампа позволили ему победить: «Те, кто не могли позволить себе публично поддержать Трампа, использовали приватность своих кабин для голосования. Молчаливое большинство Америки словно спрашивает: а теперь вы нас слышите?».
Согласно прогнозу историка Рика Перлштайна, «молчаливое большинство» как клише и как образ мышления уже не исчезнет из американской политической риторики. Он ассоциирует этот образ мышления с чувством отчуждения, которое возникает у представителей сельского среднего класса в период политических и социальных перемен.

### Италия

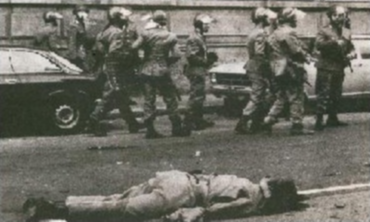
Убийство полицейского Антонио Марино в Милане, 12 апреля 1973 года

В Италии под «молчаливым большинством», как правило, подразумевают одноимённое политическое движение. 7 марта 1971 года члены «Молчаливого большинства» впервые вышли на демонстрацию на площадь Кастелло в Турине. Протестная акция не принесла весомых результатов, но позволила организаторам заявить цель движения: мобилизацию среднего класса области Ломбардия. Члены «Молчаливого большинства» стремились вывести на улицы тех, кто не привык выходить на демонстрации и публично заявлять свои требования. Движение привлекло миланских правоцентристов, а также консервативно настроенных антикоммунистов с разных сторон политического спектра. 11 марта 1971 года первая крупная акция протеста прошла в Милане.
В 1973 году движение «Молчаливое большинство» призвало миланских читателей к бойкоту газеты Corriere della Sera. По словам основателей движения, главный редактор Пьеро Оттоне стал слишком левым, и это отразилось на содержании его газеты.
Члены «Молчаливого большинства» не были аффилированы с какой-либо политической партией. На демонстрации они выходили только с итальянским триколором, без партийных символов. Но отсутствие символики не спасло движение от обвинений в поддержке неофашизма. В так называемый «чёрный четверг», 12 апреля 1973 года на демонстрации в Милане два неофашиста бросили гранату в полицейского Антонио Марино. Полицейский был убит, и этот инцидент отметил фактический конец движения «Молчаливое большинство».
Движение просуществовало только три года, но закрепило термин и понятие «молчаливое большинство» в итальянском политическом языке.

## В социальной теории

### Интерпретация Жана Бодрийяра
Природа «молчаливого большинства» стала объектом исследования французского философа и социолога Жана Бодрийяра в его эссе «В тени молчаливого большинства, или конец социального».
Автор рассуждает о пассивности масс и о том, как их всепоглощающая инертность деконструирует социологию как науку. По Бодрийяру, массы не только не могут быть кем-либо репрезентированы, но и в принципе не подлежат порядку представления. Репрезентацию могут получить классы или народы, но не «молчаливое большинство» — оно в принципе не является субъектом истории. Массы сравниваются с «пучиной, в которой исчезает смысл», с «чёрной дырой, куда проваливается всё социальное». Следовательно, любое обращение к «молчаливому большинству» не имеет значения, потому что оно неспособно генерировать какой-либо ответ.

Они могут быть «намагничены» — социальное окружает их, выступая в качестве статического электричества, но большую часть времени они образуют «массу» в прямом значении слова, иначе говоря, всё электричество социального и политического они поглощают и нейтрализуют безвозвратно.
Они не являются ни хорошими проводниками политического, ни хорошими проводниками социального, ни хорошими проводниками смысла вообще. Всё их пронизывает, всё их намагничивает, но всё здесь и рассеивается, не оставляя никаких следов. И призыв к массам, в сущности, всегда остаётся без ответа.

Бодрийяр описывает молчание масс как «единственно подлинную проблему современности». От «молчаливого большинства» постоянно требуют реакции, и отсутствие этой реакции рано или поздно невозможно будет игнорировать. Молчание масс — это их единственно возможная практика, «неизвестное политического уравнения, аннулирующее любые политические уравнения». Это же и их главная угроза, которую политическим элитам ещё предстоит в полной мере осознать. По Бодрийяру, молчание — это то, что делает массы массами.
Автор развенчивает миф о том, что пассивность масс выгодна политическому режиму, и политики эффективно манипулируют массами. Молчание большинства, подобное молчанию животных, несёт в себе отсутствие какой-либо социальной энергии. Любые манипуляции, которым подвергают «молчаливое большинство» социологи, не могут дать результата, так как масса не способна артикулировать своё мнение или объяснить мотивы своих действий. Более того, она и не нуждается ни в мотивах, ни в действиях, ни в истине как таковой. Масса не может принимать участия в чём-либо или ответить на поставленный вопрос, потому что безразлично пропускает через себя всю поступающую информацию и любое направленное на неё воздействие.
Бодрийяр считает, что безразличие масс — это зловещий знак для властей. Власти не могут манипулировать «молчаливым большинством» — в этой игре обе стороны участвуют на равных. Референция к «молчаливому большинству» не может быть политически выгодной, не может оправдывать политические ходы. Теперь масса становится молчаливым и безразличным зрителем происходящего на политической арене.

Сегодня последствия этой стратегии оборачиваются против самой власти: безразличие масс, которое она активно поддерживала, предвещает её крах. Отсюда радикальная трансформация её стратегических установок: вместо поощрения пассивности — подталкивание к участию в управлении, вместо одобрения молчания — призывы высказываться.
Но время уже ушло. «Масса» стала «критической», эволюция социального сменилась его инволюцией в поле инертности.

Бодрийяр также развенчивает популярный миф о том, что СМИ способны манипулировать массами и общественным мнением. Он утверждает, что «масса есть медиум гораздо более мощный, чем все средства массовой информации, вместе взятые». Философ перефразирует тезис Маршалла Маклюена из его книги «Понимание медиа»: «Mass(age) is the message» (в оригинале — англ. «Medium is the message»). По Бодрийяру, динамика массы резистентна к влиянию медиа, и, напротив, сама поглощает динамику средств массовой информации, как чёрная дыра.

## Критика и обсуждение
Одно из оснований критики понятия «молчаливое большинство» в западных СМИ — это широта интерпретации клише. В соответствующей трактовке «молчаливое большинство» может в итоге оказаться тем, что в интерпретации Ричарда Никсона было «громогласным меньшинством». Двумя понятиями легко манипулировать, принимая одну часть социума за другую.
Например, в статье колумниста и политолога Каса Мудде для The Guardian от 6 сентября 2018 года поднимается вопрос о том, можно ли традиционно ставить знак равенства между «молчаливым большинством» и популизмом. Согласно результатам исследования, проведённым Pew Research Center, этот доминирующий нарратив в медиа более не соответствует реальности. Опрос граждан из восьми европейских стран показал, что популистские партии не вызывают должного доверия у избирателей и уступают в популярности социал-демократическим. Популизм как таковой называют признаком «громогласного меньшинства», и к политическим запросам большинства он отношения не имеет.
Другое основание для критики термина — наличие расовой окраски. Во время предвыборной кампании Дональда Трампа клише «молчаливое большинство» получило интерпретацию в СМИ как «белое большинство, которое хочет вернуть себе свою страну». Вспоминая речь Президента Никсона, журналисты приходили к выводу, что расовые обертоны этого понятия так и не исчезли. Историк из Мичиганского университета Мэтью Ласситер подтверждает, что концепция «молчаливого большинства» Никсона была «безоговорочно белой». Сам Никсон осторожно упоминал цветное меньшинство и не спешил приравнивать его к «молчаливому большинству».